# Jasna Ptujec
Jasna Ptujec-Ivelić (ur. 19 stycznia 1959 w Zagrzebiu) – chorwacka piłkarka ręczna reprezentująca Jugosławię, mistrzyni olimpijska, medalistka mistrzostw świata.
Urodziła się w rodzinie chorwacko-słoweńskiej. Była bramkarką, w trakcie trwania kariery występowała w zagrzebskich klubach RK Lokomotiva Zagrzeb i RK Trešnjevka Zagrzeb, z tym drugim zdobyła w 1982 roku Puchar EHF. W reprezentacji zagrała, według różnych źródeł, w 68 lub 76 spotkaniach, zdobywając jednego gola. 
W igrzyskach olimpijskich brała udział wyłącznie w zawodach w Los Angeles, wystąpiła tam we wszystkich spotkaniach swej reprezentacji. Wraz z drużyną wywalczyła złoty medal olimpijski.  
Zdobyła brązowy medal mistrzostw świata w 1982 roku.